# نمس (جنس)
النِمْس (الاسم العلمي Herpestes)، جنس حيوانات لبونة من فصيلة النمسيات. أنواعه عشرة، مع عدد من النويعات، ونوع واحد منقرض.

## الأنواع
| الصورة | الاسم العلمي            | الاسم الشائع     | التوزيع |
| ------ | ----------------------- | ---------------- | --- |
|        | Herpestes brachyurus    | نمس قصير الذيل   | شبه جزيرة الملايو وبورنيو وسومطرة وجزر الفلبين بالاوان وبوسوانغا.                                                                                                 |
|        | Herpestes edwardsi      | نمس رمادي هندي   | غرب آسيا وشبه القارة الهندية. |
|        | Herpestes fuscus        | نمس هندي بني     | جنوب غربي غاتس. |
|        | Herpestes ichneumon     | نمس مصري         | مصر والمغرب وليبيا واسبانيا والبرتغال وإسرائيل وفلسطين ومعظم جنوب الصحراء الأفريقية باستثناء جمهورية الكونغو الديمقراطية الوسطى والمناطق القاحلة في جنوب افريقيا. |
|        | Herpestes javanicus     | نمس قزم          | جنوب وجنوب شرق آسيا. |
|        | Herpestes naso          | نمس طويل الأنف   | الكاميرون وجمهورية الكونغو وجمهورية الكونغو الديمقراطية وغينيا الاستوائية وغابون وكينيا والنيجر وتنزانيا                                                          |
|        | Herpestes semitorquatus | نمس مطوق         | بروناي وإندونيسيا وماليزيا. |
|        | Herpestes smithii       | نمس أمغر         | شبه الجزيرة الهندية وسريلانكا. |
|        | Herpestes urva          | نمس أكل السلطعون | شمال شرق شبه القارة الهندية إلى جنوب شرق آسيا وجنوب الصين وتايوان                                                                                                 |
|        | Herpestes vitticollis   | نمس مخطط العنق   | من جنوب الهند إلى سريلانكا. |
|        | Herpestes lemanensis    |                  | انقرض |